# Conus garciai
Conus garciai é uma espécie de gastrópode do gênero Conus, pertencente a família Conidae.